# Liriope tetraphylla
Liriope es un género de medusas hydrozoa en la familia Geryoniidae.  Contiene sólo una especie, Liriope tetraphylla. Es conocida en Argentina y Uruguay con el nombre de pica-pica o tapioca.

## Descripción
Liriope tetraphylla tiene un manubrio, tentáculos marginales —cuatro prerradiales principales con anillos de baterías de nematocistos y cuatro pequeños tentáculos interradiales — y gónadas que de color verde o rosa-rojizo, alojado en cuatro  canales radiales. El manubrio se encuentra en el extremo de un pedúnculo largo, de longitud variable, que puede llegar a medir varias veces la altura de la campana. Su paraguas es casi perfectamente semiesférico, de entre 10 mm y 30 mm de diámetro; la exumbrella posee cuatro cortas pistas interradiales y cuatro perradiales de nematocysia, además de un anillo de nematocisto marginal. Presenta un velo bien desarrollado, habitualmente con un canal anular ancho y cuatro canales radiales, rectos, que determina cuatro cuadrantes, cada uno de los cuales con uno a tres canales centriipédicos cortos y ciegos. Tiene gelatina gruesa, particularmente en la región cercana al ápice.
Existen diferencias morfológicas, especialmente en cuanto al número de tentáculos, canales radiales y gónadas, las cuales podrían estar relacionadas con variaciones en parámetros ambientales como temperatura y salinidad.
El manubrio de Liriope tetraphylla se extiende desde un largo penículo gástrico. Estos manubrios son normalmente 1 a 3 veces la altura del paraguas. Hay cuatro labios en la boca que son simples o ligeramente crenulados. La parte subumbrellar de los canales radiales tiene cuatro gónadas que son en forma de hoja y aplanadas. Estas gónadas pueden variar mucho en tamaño y forma.
Esta especie tiene ocho estatocistas ecto-endodérmicos que están encerrados dentro de mesogloea. Hay cuatro tentáculos marginales perradiales que son huecos y largos y que tienen anillos de nematocisto. También hay cuatro tentáculos interradiales que son pequeños y sólidos. Estos tienen grupos de nematocistos adaxiales.

## Estadio de pólipo
Liriope tetraphylla no tiene un estadio de pólipo. Sus medusas están siempre presentes.

## Distribución
Esta especie es considerada oceánica y cosmopolita; no se desarrolla en las zonas polares, y la mayoría de los registros se concentran en zonas costeras, como bahías, estuarios y playas. Se sabe que esta medusa se reproduce en el Mar del Norte, el Norte, el Este y el Océano Atlántico Sur Occidental, el Mediterráneo y en los Océanos Indo-Pacíficos. También se sabe que puede estar en el canal inglés, siendo llevado allí por corrientes del Océano Atlántico. Se ha descrito su distribución, abundancia y estacionalidad en el Océano Atlántico Sudoccidental y su rol ecológico en el estuario del Río de la Plata.

## Ecología y hábitat
Liriope tetraphylla vive en la zona epipelágica, permaneciendo allí a lo largo de su vida. Ocurre en ambientes marinos cálidos y tropicales, flotando en bancos masivos, normalmente cerca de la superficie.